# 미료
미료(Miryo, 본명: 조미혜, 1981년 11월 2일 ~ )는 대한민국의 래퍼로 걸 그룹 브라운 아이드 걸스의 메인래퍼를 맡고 있다. 현재 소속사는 미스틱89이다. 예명은 초등학교 때 별명인 '조미료'에서 따온 것이라고 한다. 일찍이 가리온의 MC 메타가 시삽으로 있었던 하이텔 흑인 음악 동호회인 BLEX에서 활동했던 적이 있으며 2000년 힙합 그룹 허니패밀리의 2집에서 객원 래퍼로 데뷔하였다. 현재는 브라운 아이드 걸스의 랩 부분을 담당하고 있다.

## 학력
- 용당초등학교 (졸업)
- 순천여자고등학교 (중퇴)
- 고등학교 졸업학력 검정고시 (합격)
- 중앙대학교 광고홍보학과 (졸업)

## 매스컴을 통한 화제
- 2009년 대종상 영화제에서 축하 공연으로 〈아브라카다브라〉를 부르던 중 랩 부분에서 객석에 내려갔다가 올라오던 중 발을 헛딛어 미끄러지는 해프닝을 겪은 바 있다. 이로 인해 네티즌들에게 꽈당미료라는 별명을 얻었다.

- 2010년 6월 2일 전국 지방 선거 중 기표소 안에서 찍은 사진을 자신의 트위터에 올려 선거법 위반 논란에 휘말린 바 있으나, 최종적으로 문제가 없는 것으로 판명난 적이 있다.

## 참여 목록
미료가 객원 랩퍼나 랩 피쳐링으로 참여한 노래는 다음과 같다.

### 랩, 작사, 작곡 및 프로듀싱
- S.papa -〈Superstar〉
- DJ Schedule1 -〈게임의 법칙〉
- MC 몽 -〈My Bro〉
- Ready'O -〈열병〉
- 김건모 -〈반성문〉
- 걸프렌즈 -〈Oh! Oh! Oh!〉
- 디기리 -〈토요일 오후〉
- High Stock -〈무언의 장벽〉
- Mr. Tyfoon -〈거울〉
- 박명호 -〈투명인간〉
- 한나 -〈바운스〉
- 허니패밀리 -〈허니패밀리 라구요 바운스 free music〉,〈햇빛 쏟아지는 날〉,〈쾌락의 제물〉,〈여행〉,〈왕의 귀환〉
- 임정희 -〈임정희3 - Before I go J-Lim〉 #5 해요(feat.미료)
- J-Walk -〈사랑한다 외쳐요〉
- 한영 -〈Diet〉
- H-유진 -〈I don't know〉
- 길미 -〈러브컷츠〉 (Love Cuts)
- J -〈술과 순정〉
- Bubble Sisters -〈사랑이 뭘까〉
- 토니안 -〈사랑은 가질 수 없을 때 더 아름답다〉 (New Arrangement Version)
- 2001 대한민국 - 〈이런바보〉, 〈Woo Ahh!〉
- 오원빈 - 〈사랑해 또 사랑해〉(feat. 미료)
- 이기찬 - 〈Misery〉
- 루드페이퍼  〈Freaky High〉
- JK 김동욱 - 〈Remember〉 (윤일상 작곡가 20주년 기념음반)
- 나르샤 - 〈I Love You〉
- 엠투엠 - 〈Return〉
- 허각 - 〈간단한 이야기〉
- 루나플라이 - 〈특별한 남자〉
- 최예나 - 〈너만 아니면 돼〉

## 음반 외 활동 목록

### TV
- MBC 에브리원 《아이돌 군단의 떴다! 그녀》
- MBC 《개그야》
- MBC 《음악 여행 라라라》
- MBC 에브리원 《무한걸스》
- MBC 《무한도전》
- tvN 《현장 토크쇼 택시》
- SBS 《놀라운 대회 스타킹》
- KBS2 《대결 노래가 좋다》
- MBC 《청춘 버라이어티 꽃다발》
- SBS 《강심장》
- KBS2《위기탈출 넘버원》
- KBS2 《유희열의 스케치북》
- KBS2 《대국민 토크쇼 안녕하세요》
- SBS 《세대공감 1억 퀴즈쇼》
- KBS2 《시크릿》
- KBS2 《세자빈 프로젝트 - 왕실의 부활》
- KBS Joy 《더 체어 코리아 시즌 2》
- 채널A 《K-PopCon》
- Mnet 《M! Countdown》
- Mnet 《쇼미더머니》
- JTBC 《닥터의 승부》
- tvN 《SNL코리아》
- Mnet 《언프리티 랩스타 3》
- OGN 《워치맨 EXPANSION》